# Israel Delgado Andrés
Israel Delgado Andrés (Madrid, 22 de gener de 1979) és un futbolista madrileny, que ocupa la posició d'interior esquerre.
Destaca al CD Guadalajara, d'on passa al filial del Celta de Vigo. La temporada 03/04 debuta a la màxima categoria amb el primer equip gallec, tot i que només hi apareix en dos partits. A l'any següent, amb el Celta a Segona, el madrileny qualla una bona temporada, amb 28 partits.
No té continuïtat al Celta i fitxa pel Córdoba CF. El 2006 retorna a la Segona Divisió amb la Lorca Deportiva, amb qui juga 32 partits. Des del 2007 milita a la Cultural Leonesa, de Segona B.